# Hymenoxys insignis
Hymenoxys insignis là một loài thực vật có hoa trong họ Cúc. Loài này được (A.Gray ex S.Watson) Cockerell mô tả khoa học đầu tiên năm 1904.